# Henry Becker
Henry Theodor Becher (født 4. november 1881 i København) var en dansk kontorist, bogholder  og fodboldspiller.
I sin klubkarriere spillede Becker i KB som han vandt det danske mesterskab med 1913 og 1914.